# Malabranca de Prato
Malabranca de Prato fou comte de Prato fill d'Albert II de Prato. Juntament amb els seus germans Berardo i Alberto, tenien domini sobres les aigües del riu Bisenzio, ja que van cedir-lo al rector de l'església de Sant Esteve de Prato el 1129. Va cedir el castell de Pogna al monestir de Sant Salvador d'Isola el 1143 que és quan és esmentat per darrer cop. La seva dona es deia Imilia i no van tenir fills.